# Amt Malchin am Kummerower See
Im Amt Malchin am Kummerower See mit Sitz in der Stadt Malchin sind sechs Gemeinden zur Erledigung ihrer Verwaltungsgeschäfte zusammengeschlossen. Es liegt im Landkreis Mecklenburgische Seenplatte in Mecklenburg-Vorpommern (Deutschland).
Das Amt entstand am 1. Januar 2005 durch die Fusion der vormals amtsfreien Stadt Malchin mit dem ehemaligen Amt Am Kummerower See. Am 7. Juni 2009 wurde Remplin, am 1. Januar 2019 Duckow in die Stadt Malchin eingemeindet.

## Die Gemeinden mit ihren Ortsteilen
- Basedow mit Basedow-Höhe, Gessin, Seedorf und Stöckersoll
- Faulenrost mit Demzin, Hungerstorf und Schwabendorf
- Gielow mit Christinenhof, Gielow Abbaue, Hinrichsfelde, Liepen, Peenhäuser
- Kummerow mit Axelhof, Leuschentin und Maxfelde
- Stadt Malchin mit Duckow, Gorschendorf, Gülitz, Jettchenhof, Neu Panstorf, Pinnow, Pisede, Remplin, Retzow, Salem, Scharpzow, Viezenhof und Wendischhagen
- Stadt Neukalen mit Karnitz, Schlakendorf, Schönkamp, Schorrentin und Warsow

## Dienstsiegel
Das Amt verfügt über kein amtlich genehmigtes Hoheitszeichen, weder Wappen noch Flagge. Als Dienstsiegel wird das kleine Landessiegel mit dem Wappenbild des Landesteils Mecklenburg geführt. Es zeigt einen hersehenden Stierkopf mit abgerissenem Halsfell und Krone und der Umschrift „AMT MALCHIN AM KUMMEROWER SEE“.

## Belege
1. ↑  Statistisches Amt M-V – Bevölkerungsstand der Kreise und Gemeinden 2024 (XLS-Datei) (Amtliche Einwohnerzahlen in Fortschreibung des Zensus 2022) (Hilfe dazu).
2. ↑  Hauptsatzung § 1 Abs.3